# 綦江石門寺明代石刻群
石門寺明代石刻群位於重慶市綦江縣三角鎮石門寺。

## 历史
文物遺址年代為明，1987年1月23日列為重慶市第二批市級文物保護單位初定名單。已搬遷入綦江博物馆。